# كارل سيغيسموند كونث
كارل سيغيسموند كونث (1788-1850) (بالإنجليزية: Carl Sigismund Kunth)‏ هو عالم نبات ألماني.